# 12987 Racalmuto
12987 Racalmuto este o planetă minoră (asteroid) din centura de asteroizi. A fost descoperită pe 5 martie 1981 la Observatorul La Silla de Henri Debehogne și a fost numită după Racalmuto. 
Obiectul prezintă o orbită caracterizată de o semiaxă mare de 2,4278362 UAi, o excentricitate de 0,03, o înclinație de 6,48739 ° în raport cu ecliptica.